# Social nätverkstjänst

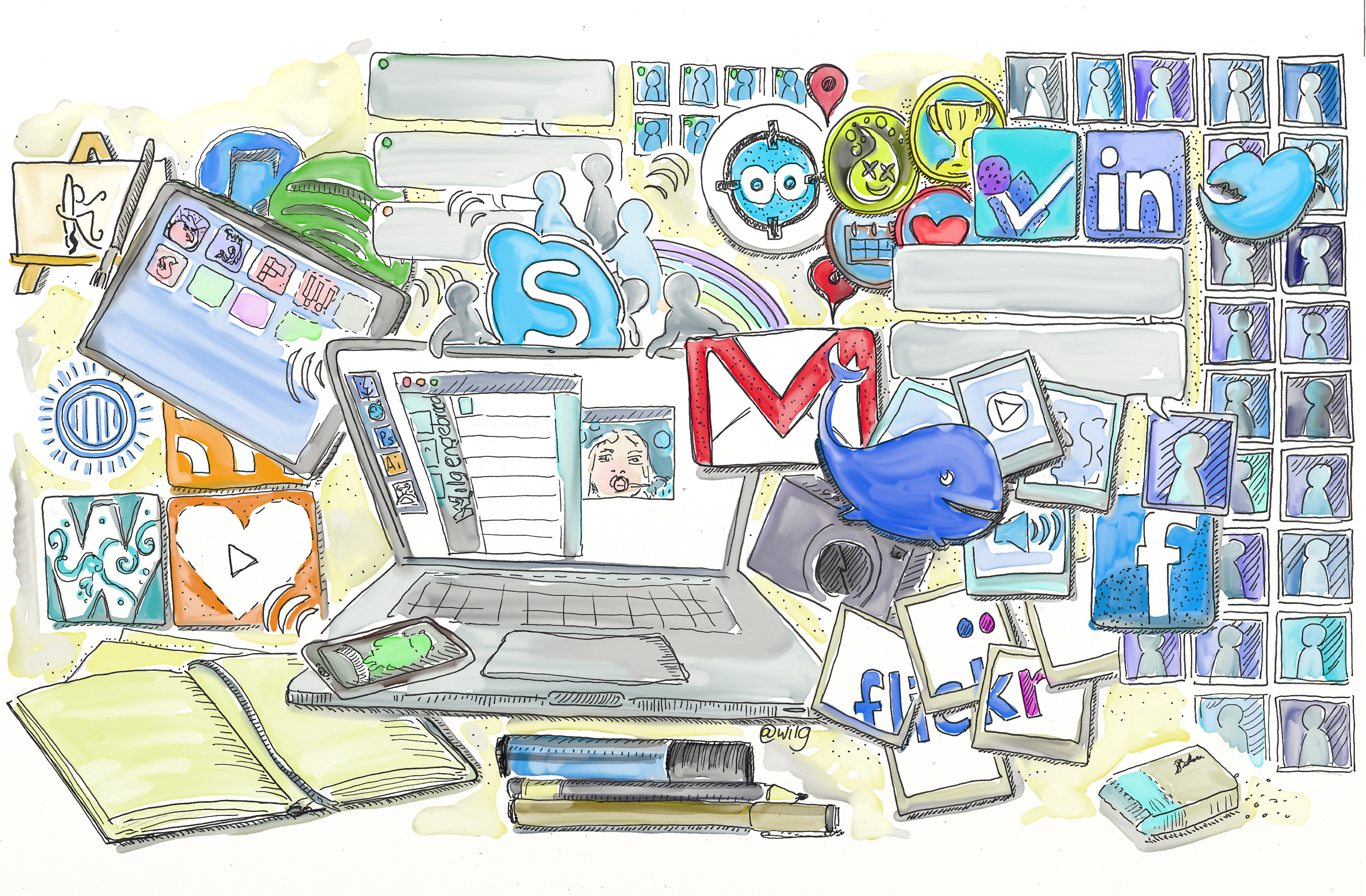
Illustrationer som visar olika ikoner för diverse populära sociala nätverkstjänster.

Social nätverkstjänst (förkortning: SNS) är en typ av sociala medier online som ger dess användare olika integrerade funktioner och möjligheter för att bygga sociala nätverk eller nätgemenskaper med varandra efter delat eller liknande personliga intressen, aktiviteter, bakgrunder, karriärer eller verkliga livsförbindelser.
Format och funktioner varierar mellan olika tjänster. Vanliga funktioner utgörs av en rad olika informations- och kommunikationsverktyg för förbindelse och samband, såsom kontoregistrering, chattfunktion, kontaktlista och fildelning med mera, såsom bild- och videodelning, bloggpublicering och samspel i flerspelarspel med mera.
Exempel på sociala nätverkstjänster är till exempel internetforum, e-posttjänster, snabbmeddelandetjänster, IP-telefoni, mikrobloggar eller särskilda sociala nätverkstjänster som erbjuder flertalet olika kommunikationsfunktioner, såsom MySpace, Facebook och Google Plus. Vissa social nätverkstjänster kombinerar dito koncept med en digital distribueringstjänst, vanligen av datorspel och dito, så kallade spelportaler, såsom Steam, Origin, Uplay, Epic Games Store(en).

## Kända sociala nätverkstjänster
- Facebook
- Google Plus
- MySpace

### Spelportaler
- Steam
- Origin
- Uplay
- Epic Games Store(en)

### Internetkällor
- ”Ordlista”. Internetstiftelsen. internetstiftelsen.se. https://internetstiftelsen.se/guide/introduktion-till-internet-for-aldre/ordlista-internet/. Läst 27 december 2023.